# Mary Lawson's Secret
Mary Lawson's Secret è un film muto del 1917 diretto da John B. O'Brien.
La protagonista Charlotte Walker fu sposata fino al 1930 con il commediografo Eugene Walter che qui appare in un piccolo ruolo.

## Trama
Il nuovo arrivato di una piccola città, il dottor Brundage, porta via molti dei clienti al vecchio medico, il dottor Kirk. Brundage fa una corte spietata alla bella Mary Lawson, ma lei lo respinge. Così, quando il medico viene trovato assassinato ai piedi di Mary, tutti credono che sia stata lei a ucciderlo. La ragazza riesce a fuggire aiutata dal ciabattino del paese e scompare.
Mary si è rifugiata in una grande città dove trova lavoro in una fabbrica. Si innamora e si sposa con John Harlow. Ma la loro felicità è in pericolo all'arrivo di Kirk che ricatta Mary, minacciando di svelare al marito il suo segreto e obbligandola a ospitarlo in casa dove lui si spaccia per un supposto "zio". I detective che la cercano, però, la fanno confessare. Il marito tenta di salvarla, fuggendo con lei su una barca. Ma i due naufragano e debbono tornare a casa. Qui, trovano Kirk che si è suicidato, non prima, però, di aver confessato di essere stato lui l'autore dell'omicidio di Brundage.

## Produzione
Il film fu prodotto dalla Thanhouser Film Corporation.

## Distribuzione
Distribuito dalla Pathé Exchange (Gold Rooster Play), il film uscì nelle sale cinematografiche statunitensi il 1º aprile 1917.